# 塔察儿 (许兀慎氏)
塔察儿（？—1237年），许兀慎氏，又名倴盏，蒙古帝国将领，博尔忽之次子（一说从孙）。
他以骁勇善战著称。开始任宿卫，侍奉成吉思汗。拖雷监国时期，受命和耶律楚材一起整治燕京的治安，有政绩。1230年，随窝阔台伐金朝，担任行省兵马都元帅，统率宿卫军和诸王的军士攻取河东诸州，攻打潼关。1231年，破河中府。1232年，和速不台围攻汴京，使金哀宗求和，派曹王完颜讹可为人质。塔察儿镇守河南。因为金国杀死蒙古使臣，塔察儿率军再次攻打汴京，多次击败金军在南薰门。1233年，围攻蔡州，和南宋大将孟珙南北配合夹攻金国。1234年，蔡州破，金国灭亡。他镇守河南，遏制南宋军。1236年，攻拔南宋息州、光州，窝阔台赐他息州百姓三千户，1237年（一说1238年），在军中去世。其子别里虎䚟。

## 延伸阅读
[在维基数据编辑]
 《新元史/卷121》，出自柯劭忞《新元史》